# Rubin törpeguvat
A rubin törpeguvat (Laterallus ruber) a madarak osztályának darualakúak (Gruiformes) rendjébe és a guvatfélék (Rallidae) családjába tartozó faj.

## Rendszerezése
A fajt Philip Lutley Sclater és Osbert Salvin írták le 1860-ban, a Corethrura nembe Corethrura rubra néven.

## Előfordulása
Mexikó, Costa Rica, Belize, Guatemala, Honduras, Nicaragua, Panama és Salvador területén honos. Természetes élőhelyei a édesvizű mocsarak és tavak. Állandó, nem vonuló faj.

## Megjelenése
Testhossza 17 centiméter.

## Természetvédelmi helyzete
Az elterjedési területe nagyon nagy, egyedszáma viszont ismeretlen. A Természetvédelmi Világszövetség Vörös listáján nem fenyegetett fajként szerepel.